# Flitah
Flitah hoặc Meshrefah (tiếng Ả Rập: فلية و مشرفة) là một ngôi làng Syria ở huyện An-Nabek của tỉnh thống trị Dimashq Theo Cục Thống kê Trung ương Syria (CBS), Flitah có dân số 6.475 trong cuộc điều tra dân số năm 2004. Cư dân của nó chủ yếu là người Hồi giáo Sunni.